# اچ‌ام‌سی‌اس کنستانس
اچ‌ام‌سی‌اس کنستانس (به انگلیسی: HMCS Constance) یک کشتی است که طول آن ۱۱۵ فوت (۳۵ متر) می‌باشد. این کشتی در سال ۱۸۹۱ ساخته شد.